# Legacy (Navarro)
«Legacy» es un concierto para oboe y orquesta sinfónica compuesto por Óscar Navarro en 2015. El oboísta Ramón Ortega Quero realizó el encargo de la obra en 2013 tras escuchar el Segundo concierto para clarinete y orquesta de Navarro y gustarle su estilo. La pieza fue estrenada el 17 de abril de 2015 en Herford con la Nordwestdeutsche Philharmonie bajo la dirección de Manuel Gómez López. Esa misma semana dieron una gira por el estado de Renania del Norte-Westfalia en Alemania, con cinco conciertos adicionales en Bad Salzuflen, Minden, Detmold, Paderborn y Gütersloh. El estreno en España iba a tener lugar el 30 de octubre de ese mismo año en el auditorio de La Nucía (Alicante), con la Orquesta Sinfónica de la Región de Murcia dirigida por Francisco Maestre, y al día siguiente en Teulada, pero ambos fueron suspendidos. Finalmente el estreno tuvo lugar el 9 de marzo de 2016 con Ortega como solista y el propio compositor dirigiendo la Banda Sinfónica Municipal de Madrid en un concierto monográfico que tuvo lugar en el Teatro Monumental de Madrid.
El título del concierto «Legacy» hace referencia al legado que los compositores hacen con sus obras al oboe como instrumento a lo largo del tiempo. En palabras del compositor «Con este concierto, quiero dejar mi huella o legado, con una mirada al pasado al presente y al futuro».

## Instrumentación
La obra está escrita para oboe solista y orquesta sinfónica compuesta de dos flautas (una doblando flautín), dos oboes, dos clarinetes, dos fagotes, cuatro trompas, tres trompetas, dos trombones, trombón bajo, tuba, timbales, glockenspiel, xilófono, percusión (platillo suspendido, claves, caja, castañuelas, pandereta, crótalos, caja china, bombo, platillos, triángulo), arpa, piano y cuerdas. Existe un arreglo del propio compositor para banda (los graves están reforzados con violonchelos y contrabajos, pero carece de violines y violas).
La pieza tiene una duración aproximada de 22 minutos. Consta de un único movimiento.